# 孤岛镇
孤岛镇是中国山东省东营市河口区下辖的一个镇，位于东营市东北部。面积159.46平方公里。总人口37369人（2006年），其中非农业人口32884人，占88%。1979年，垦利县在此设置孤岛办事处；1983年，设立东营市孤岛办事处，划归河口区。1992年11月13日，改设孤岛镇。

## 行政区划
孤岛镇下辖镇苑村、丰华村。

## 人口
2010年中国第六次人口普查时，孤岛镇共有人口46068人。共有家庭17751户，平均每户2.50人。14岁以下的少年儿童共7363人，占总人口15.98%；15-64岁人口共34819人，占总人口75.58%；65岁及以上的老年人共3886人，占总人口的8.435%。男性共计23192人，占总人口50.34%；女性共计22876，占总人口49.65%。本地居住的人口中，拥有本地户籍的人口为32581人，占70.72%。